# Harridslev (plaats)
Harridslev is een plaats in de Deense regio Midden-Jutland, gemeente Randers, en telt 980 inwoners (2007).